# Итоговый турнир ATP 2024
Финал ATP 2024 года (также известный как Nitto ATP Finals 2024 по спонсорским причинам) — мужской теннисный турнир, который пройдет на крытых хардовых кортах в Пала Альпитуре в Турине, Италия, с 10 по 17 ноября 2024 года. Это итоговое соревнование сезона для лучших игроков в одиночном и парном разрядах на ATP Туре 2024 года. Турнир станет 55-м по счету (50-м в парном разряде) и пройдет в Турине в четвертый раз.

## Формат
Групповой этап ATP Finals проходит по круговой системе: восемь игроков/команд делятся на две группы по четыре участника, и каждый в группе играет с остальными тремя соперниками. Восемь сеяных определяются на основе рейтинга Pepperstone ATP и ATP Doubles Team Rankings на понедельник после последнего турнира ATP сезона. Все одиночные матчи, включая финал, проходят в формате лучший из трёх сетов (BO3) с тай-брейком в каждом, включая третий сет. Все парные матчи играются в двух сетах (без преимуществ) и супер тай-брейк вместо третьего сета.  
При определении положения в группе используются следующие критерии (по порядку):
1. Наибольшее количество побед.
2. Наибольшее количество сыгранных матчей (например, результат 2–1 выше, чем 2–0).
3. Личный результат между игроками/командами с равным количеством побед.
4. Наибольший процент выигранных сетов.
5. Наибольший процент выигранных геймов.
6. Рейтинг ATP после последнего турнира ATP сезона.

Критерии 4–6 применяются только при трёхсторонней ничьей. Если один из этих критериев определит победителя или проигравшего среди трёх участников, оставшиеся двое будут ранжированы по результату личных встреч.
Два лучших игрока/команды из каждой группы выходят в полуфинал, где победитель одной группы встречается с занявшим второе место в другой. Победители полуфиналов играют в финале за титул.

## Квалификация

### Одиночный разряд
В турнире участвуют восемь игроков, при этом назначаются два запасных. Игроки получают места в следующем порядке:
1. Первые 7 игроков в рейтинге ATP Race to Turin после заключительной недели тура (9 ноября 2024 года).
2. До двух победителей турниров Большого шлема 2024 года, находящихся на позициях с 8-й по 20-ю в рейтинге.
3. Восьмой игрок в рейтинге ATP.

Если по этим критериям наберётся больше восьми игроков, те, кто ниже по приоритету, становятся запасными. При необходимости дополнительного запасного его выбирает ATP.
Временные рейтинги публикуются еженедельно в рамках ATP Race to Turin и совпадают с 52-недельным рейтингом на момент отбора. Очки начисляются за турниры Большого шлема, ATP Tour, United Cup, тур ATP Challenger и ITF Futures. В зачёт идут очки с 19 лучших турниров:  
- 4 турнира Большого шлема
- 8 обязательных турниров ATP Masters 1000
- Лучшие результаты из 7 других турниров с начислением очков (Monte-Carlo Masters, United Cup, ATP 500, ATP 250, Challenger, ITF)

Игрок может заменить до трёх обязательных Masters 1000 на более высокие результаты с ATP 500 или ATP 250.  

### Парный разряд
В турнире участвуют восемь команд и одна запасная. Отбор проходит по тем же критериям, что и для одиночного разряда. Запасное место сначала предлагается любой команде, не принявшей участие по основному списку, затем — самой высокоранжированной команде за пределами отбора и, наконец, команде по выбору ATP.  
Очки для парного разряда начисляются на тех же турнирах, что и для одиночного, но для парных команд нет обязательных турниров. Команды ранжируются по 19 лучшим результатам за сезон.

## Квалифицировавшиеся игроки

### Одиночный разряд
| № | Игроки           | Дата квалификации |
| - | ---------------- | ----------------- |
| 1 | Янник Синнер     | 10 августа        |
| 2 | Александр Зверев | 1 сентября        |
| 3 | Карлос Алькарас  | 24 сентября       |
| 4 | Даниил Медведев  | 22 октября        |
| 5 | Тейлор Фриц      | 29 октября        |
| 6 | Каспер Рууд      | 5 ноября          |
| 7 | Алекс де Минор   | 5 ноября          |
| 8 | Андрей Рублёв    | 5 ноября          |

### Парный разряд
| № | Игроки                             | Дата квалификации |
| - | ---------------------------------- | ----------------- |
| 1 | Марсело Аревало Мате Павич         | 28 августа        |
| 2 | Марсель Гранольерс Орасио Себальос | 29 августа        |
| 3 | Уэсли Колхоф Никола Мектич         | 28 октября        |
| 4 | Симоне Болелли Андреа Вавассори    | 9 октября         |
| 5 | Макс Пёрселл Джордан Томпсон       | 26 октября        |
| 6 | Рохан Бопанна Мэттью Эбден         | 28 октября        |
| 7 | Харри Хелиёваара Генри Паттен      | 28 октября        |
| 8 | Кевин Кравиц Тим Пюц               | 28 октября        |